# Alemán estándar suizo
Este artículo es sobre la variedad estándar del alemán en Suiza. Para los dialectos alemánicos en Suiza, véase el artículo alemán suizo.

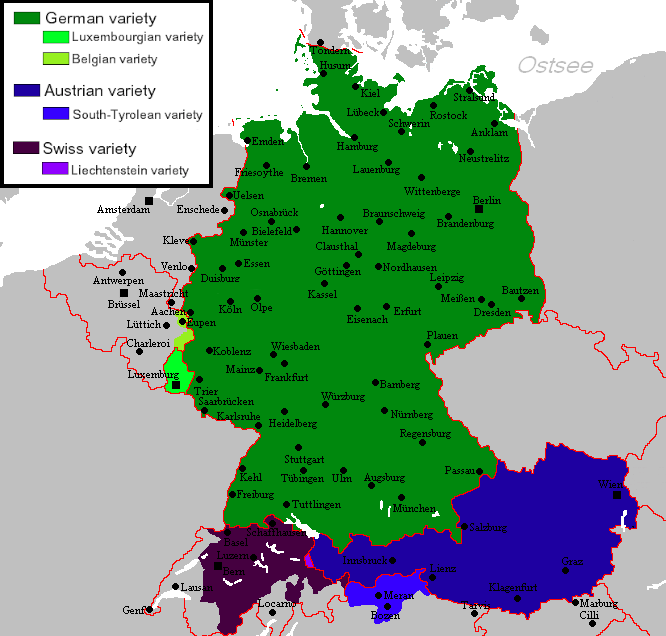
Variedades estándar del alemán: en morado, la distribución del alemán estándar suizo

El alemán estándar suizo (en alemán Schweizerhochdeutsch) hace referencia a la variedad escrita (Schriftdeutsch) o culta (Hochdeutsch) del alemán, una de las cuatro lenguas oficiales de Suiza, junto al francés, el italiano y el romanche. Es la variedad del alemán estándar que se emplea en el registro escrito en la zona germanohablante de Suiza. En su forma oral no suele emplearse mucho.
No se debe confundir el alemán estándar suizo con el alemán suizo, un término que se emplea para referirse al conjunto de dialectos alemánicos que se usan diariamente para comunicarse en la Suiza germanófona.
El alemán es un idioma pluricéntrico. En contraste con otras variedades locales del alemán, el alemán estándar suizo tiene características distintivas en todos los dominios lingüísticos: no solo en la fonología, sino también en el vocabulario, sintaxis, morfología y ortografía. Estas características del alemán estándar suizo se llaman helvetismos.
La institución encargada del cuidado y la normalización del alemán estándar suizo es la Schweizerischer Verein für die deutsche Sprache (SVDS, "Asociación suiza para la lengua alemana").

## Alemán estándar suizo escrito

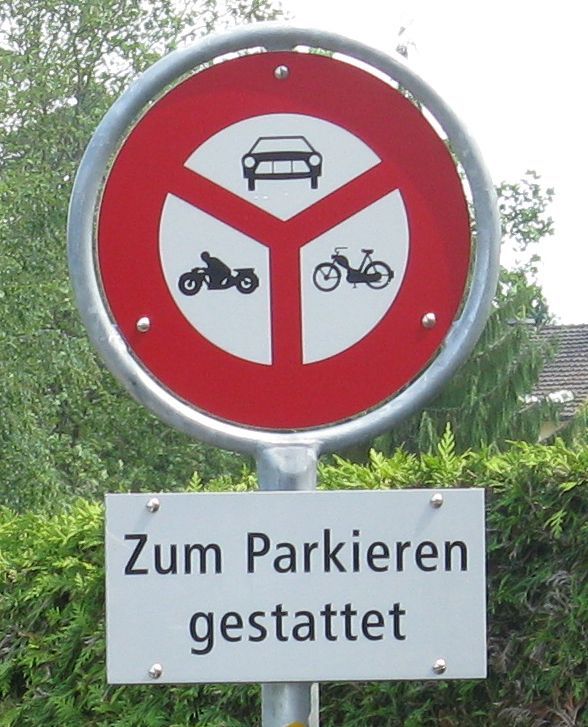
Un ejemplo de helvetismo: parkieren

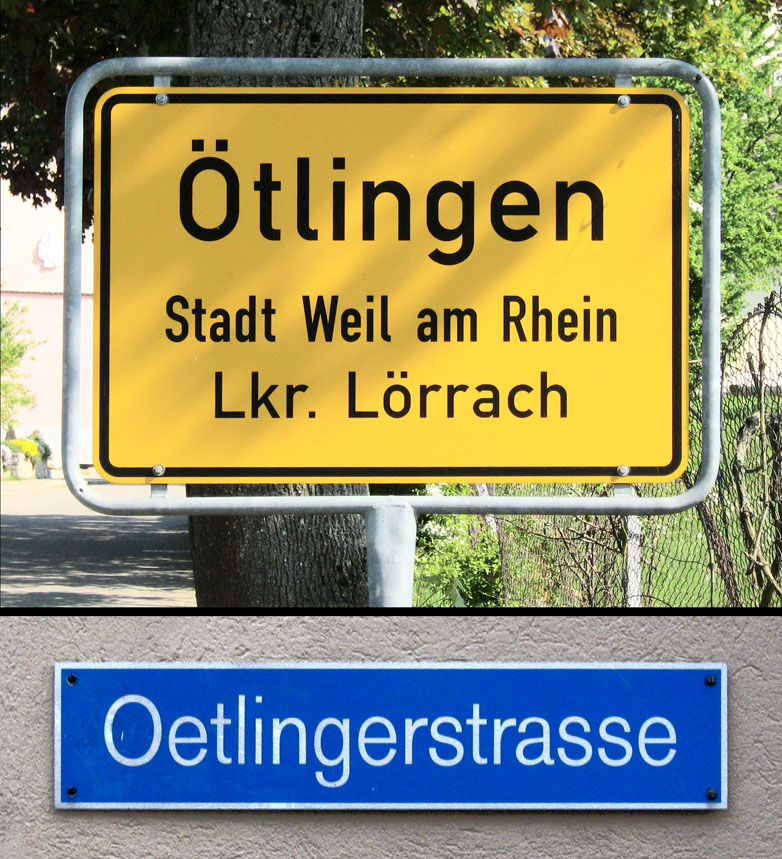
En la "Oetlingerstrasse" de Basilea, nombrada así por la localidad de Ötlingen, en Baden-Württemberg (Alemania), se emplea la ortografía suiza (Oe en lugar de Ö para nombres de calles, localidades y estaciones, y ss en lugar de ß).

El alemán estándar suizo es la lengua escrita oficial de la Suiza germanófona. Se utiliza en los libros (aunque también existe literatura específica en dialecto), todas las publicaciones oficiales (incluyendo todas las leyes y reglamentos), los periódicos, los carteles, la mayoría de la publicidad y en otros materiales impresos. El alemán estándar suizo es similar en muchos aspectos al alemán estándar de Alemania y Austria, aunque presenta algunas diferencias en la ortografía, en particular la sustitución de la ligadura alemana ß por ss. Por ejemplo:
- Strasse = Straße (Alemania) = calle

También existen notables diferencias en el vocabulario, en algunos casos porque el alemán de Suiza ha adoptado préstamos de otros idiomas (especialmente del francés) que no se usan en el alemán de Alemania. Por ejemplo:
- Billett (del francés) = Fahrkarte (Alemania) = billete (del autobús/tranvía/tren, etc.)
- Führerausweis (formal) o Billett (coloquial) = Führerschein (Alemania) = licencia de conducir
- Velo (del francés) = Fahrrad (Alemania) = bicicleta
- Natel o Handy = Handy/Mobiltelefon (Alemania) = teléfono móvil
- parkieren = parken (Alemania) = aparcar
- Poulet (del francés) = Hähnchen (Alemania) = pollo

Además, el alemán estándar de Suiza utiliza fórmulas de cortesía para las cartas diferentes de las del alemán estándar.
Los suizos usan la palabra Spital para "hospital". Esta palabra se encuentra en los diccionarios de alemán estándar, si bien en el norte de Alemania se prefiere Krankenhaus, siendo Spital la forma que se emplea en zonas del sur de Alemania, Austria y Liechtenstein.
Algunos sustantivos presentan diferencias de género:
- Suiza: das Tram (neutro), Alemania: die Tram (femenino), español: tranvía (sólo se usa en zonas del sur de Baviera y Franconia; en el resto de Alemania se emplea Straßenbahn)
- Suiza: das E-Mail (neutro), Alemania: die E-Mail (femenino), español: correo electrónico

Algunas expresiones son calcos del francés y por lo tanto difieren de las que se usan en Alemania, tales como:
- Suiza: ich habe kalt (literalmente "yo tengo frío", del francés j'ai froid), Alemania: mir ist [es] kalt (literalmente "[eso] es frío a mí")
- Suiza: das geht dir gut (del francés ça te va bien), Alemania: das passt dir gut ("eso te queda bien")

A diferencia de los teclados alemanes, los teclados suizos no tienen tecla para la ß, ni tampoco teclas específicas para las mayúsculas con umlaut Ä, Ö y Ü (aunque es posible escribirlas con ⇪ Bloq Mayús o mediante el uso de la tecla ¨). Es habitual que los nombres de los municipios, ciudades, estaciones y calles no se escriban con una mayúscula inicial con umlaut, sino con Ae, Oe y Ue, tales como el barrio zuriqués de Oerlikon, la aldea de Aetzikofen, o el municipio bernés de Uebeschi. Sin embargo, los nombres de los campos, como Äbenegg, Ötikon (en Stäfa) o Überthal, y cualquier otra palabra, como Ärzte ("médicos"), por lo general suelen escribirse con mayúscula inicial con umlaut.

## Alemán estándar suizo oral
El alemán estándar suizo se habla principalmente en las relaciones formales con el público, en las clases de la escuela, en presencia de hablantes de alemán no suizos, en los cursos universitarios, en los informativos de la televisión pública, en los parlamentos de algunos cantones germanófonos y en los debates de la Asamblea Federal. También se emiten en alemán estándar suizo los anuncios de megafonía de las estaciones de tren.
En las situaciones cotidianas, sólo se habla el alemán estándar suizo a las personas que no entienden el dialecto. La inteligibilidad mutua entre los diferentes dialectos de Suiza es muy amplia, por lo que no hay necesidad de recurrir a la lengua normativa para entenderse. En Suiza, los dialectos gozan de mayor prestigio que en el resto de territorios de habla alemana, así que el uso del dialecto no es percibido nunca como un signo de baja formación o inferioridad social. De hecho, la comunicación oral coloquial entre suizos germanófonos se hace casi sin excepción en el dialecto local, independientemente del nivel educativo y la clase social.

## Diglosia
La relación entre el alemán estándar suizo y los dialectos del alemán suizo ha sido descrita como de diglosia. Esta afirmación ha sido bastante discutida, ya que el caso típico de diglosia supone que la variedad estándar goza de gran prestigio, mientras que el prestigio de las variedades informales es bajo. Sin embargo, en las zonas germanohablantes de Suiza los dialectos del alemán suizo no sólo no tienen un bajo prestigio, sino que los usan todas las clases socioeconómicas de la sociedad.
Puesto que el alemán estándar suizo es la lengua habitual de escritura y los dialectos del alemán suizo constituyen la lengua oral habitual, su interrelación se puede describir como diglosia medial.

## Ejemplos
Debe tenerse en cuenta que estos helvetismos no son términos dialectales que deberían considerarse como errores estilísticos en la lengua estándar, sino que se trata de expresiones correctas en la lengua estándar.
| Alemán estándar de Suiza                                   | Alemán estándar de Alemania            | Español                       |
| ---------------------------------------------------------- | -------------------------------------- | ----------------------------- |
| Anstösser                                                  | Anlieger, Anrainer                     | vecino                        |
| Anken                                                      | Butter                                 | mantequilla                   |
| Estrich                                                    | Dachboden                              | buhardilla, desván            |
| Unterlagsboden                                             | Estrich                                | pavimento, solado             |
| Ausbildner                                                 | Ausbilder                              | instructor, formador          |
| Entscheid                                                  | Entscheidung                           | decisión                      |
| Beschrieb                                                  | Beschreibung                           | descripción                   |
| Renovation                                                 | Renovierung                            | renovación                    |
| Unterbruch                                                 | Unterbrechung                          | interrupción                  |
| Vorkehr                                                    | Vorkehrung                             | precaución                    |
| Nachtessen                                                 | Abendessen                             | cena                          |
| Nastuch                                                    | Taschentuch                            | pañuelo                       |
| gumpen                                                     | springen                               | saltar                        |
| kehren                                                     | wenden, (um)kehren                     | girar, dar la vuelta          |
| wischen                                                    | kehren, fegen                          | barrer                        |
| feucht aufnehmen, fegen                                    | wischen                                | fregar                        |
| ein Auto einlösen                                          | ein Auto anmelden                      | matricular un vehículo        |
| grillieren                                                 | grillen                                | asar a la parrilla            |
| allfällig                                                  | etwaig                                 | eventual, posible             |
| bis anhin                                                  | bis jetzt                              | hasta ahora, hasta el momento |
| handkehrum                                                 | hingegen                               | por el contrario, en cambio   |
| im Handkehrum                                              | flugs, im Handumdrehen                 | enseguida, en un santiamén    |
| die Are, die Hektare (sing.), die Aren, die Hektaren (pl.) | das (der) Ar, Hektar (sing. y pl.)     | el área, la hectárea          |
| die Spargel (sing.), die Spargeln (pl.)                    | der Spargel (sing.), die Spargel (pl.) | el espárrago, los espárragos  |
| die Pärke                                                  | die Parks                              | los parques                   |
| gespiesen (esp. en sentido figurado)                       | gespeist                               | alimentado (suministrado)     |
| gewoben (también en sentido literal)                       | gewebt                                 | tejido                        |

El alemán estándar suizo ha incorporado muchas palabras y expresiones del francés, un fenómeno que también ha experimentado la lengua alemana en su conjunto durante siglos y especialmente en los siglos XVII, XVIII y XIX, debido a la influencia cultural que ejercía Francia en Europa y el mundo (el francés era la lengua de las élites intelectuales y la nobleza). En general, los préstamos han conservado la ortografía francesa, aunque la pronunciación y la acentuación se han adaptado en muchos casos al alemán suizo (p.ej. Fondue: con acento en la primera sílaba; Billett: se pronuncia la "t").
| Alemán estándar de Suiza | Alemán estándar de Alemania     | Español                      |
| ------------------------ | ------------------------------- | ---------------------------- |
| Camión                   | Lastwagen                       | camión                       |
| Cheminée                 | Kamin                           | chimenea                     |
| Coiffeur                 | Friseur/Frisör                  | peluquero                    |
| Garage                   | Werkstatt                       | taller mecánico              |
| Gilet                    | Weste                           | chaleco                      |
| Glace, Glacé             | Speiseeis                       | helado                       |
| Jupe                     | Rock                            | falda                        |
| Kondukteur, Billetteur   | Schaffner                       | revisor                      |
| Panaché, Panache         | Radler                          | mezcla de cerveza y limonada |
| Perron                   | Bahnsteig                       | andén                        |
| Pneu                     | Auto-, Motorrad-, Fahrradreifen | neumático                    |
| Thon                     | Thunfisch                       | atún                         |
| Trottoir                 | Gehsteig                        | acera                        |